# Tony Cercola (EP)
Tony Cercola è il quarto EP del musicista italiano Tony Cercola, pubblicato nel 1999 dalla casa discografica Celluloide.

## Tracce
1. C'o sole e c'u l'acqua
2. Hava Nagila-World
3. I just sing 'na canzone
4. Si può, si può